# Mipham Rinpocze
Jamgön Ju Mipham, Mipham Jamyang Namgyal Gyamtso (tyb.: འཇམ་མགོན་འཇུ་མི་ཕམ་རྣམ་རྒྱལ་རྒྱ་མཚོ་, Wylie:  'jam mgon 'ju mi pham rnam rgyal rgya mtsho; "Mipham Wielki", 1846–1912) – wielki mistrz buddyzmu tybetańskiego szkoły Ningma. III Mipham Rinpocze (trzecia inkarnacja Miphama Wielkiego) urodził się w 1949 roku w Tybecie, a obecnie żyje i naucza na Zachodzie.

## I Mipham Rinpocze (1846–1912)
Mipham Wielki był jednym z największych mistrzów buddyjskich XIX wieku w Tybecie, i współtwórcą ruchu Rime mającego za cel zachowanie nauk i dziedzictwa wszystkich szkół buddyzmu tybetańskiego.
Urodził się w arystokratycznej rodzinie w 1846 roku w Kham (wschodni Tybet) w regionie zwanym Cztery Rzeki i Sześć Wzgórz (Chu Zhi Gang Druk). Od dzieciństwa wykazywał się niezwykłymi zdolnościami, potrafił np. zapamiętać wiele długich buddyjskich tekstów, czytając je zaledwie kilka razy. Mając 10 lat spisał swoje pierwsze nauki, a w wieku 12 lat wstąpił do klasztoru linii Ogmin Urgyen Mindroling szkoły Ningma, gdzie mistrzowsko opanował nauki sutr i tantr. Na życzenie swojego nauczyciela Khyentse Rinpoche, napisał wiele tekstów buddyjskich przedstawiających nauki Wielkiej i Diamentowej Drogi, dzięki czemu zyskał sławę wielkiego uczonego i urzeczywistnionego nauczyciela. Przez wielu był postrzegany jako inkarnacja bodhisattwy Manjushri - Buddy Mądrości. Na prośbę wielu nauczycieli usystematyzował nauki tradycji Ningma, dotąd niemające tak zorganizowanej struktury jak to miało miejsce w innych szkołach buddyzmu tybetańskiego. Jednym z ostatnich jego prac były głębokie wyjaśnienia do tantry Kalaczakry. Mipham Rinpocze stał się jednym z najbardziej znanych lamów w Tybecie, przyciągając wielu uczniów wszystkich tradycji, których wielu zostało później dzierżawcami linii przekazu. Wiele jego tekstów używanych jest również w tradycji Kagyu.

## II Mipham Rinpocze (1916–1943)
Drugi Mipham Rinpocze urodził się jako syn króla prowincji Derge w 1916 i został rozpoznany przez Jamyang Khyentse Chökyi Lodrö. Z powodu chronicznych problemów ze zdrowiem umarł w wieku 27 lat.

## III Mipham Rinpocze (ur.1949)
Trzeci Mipham Rinpocze urodził się w 1949 roku w Tybecie i został rozpoznany przez Tengye Rinpocze z Lab. Jest ojcem Taje Dordże uważanego za 17. inkarnację Karmapy - przywódcy linii Karma Kagyu a także XIV Sonam Tsemo Rinpocze - inkarnację nauczyciela ze szkoły Sakja i Gelug. Obecnie Mipham Rinpocze mieszka i naucza na Zachodzie. W 2006 roku odwiedził ośrodki buddyzmu Diamentowej Drogi w Niemczech, Szwajcarii i Polsce, gdzie poprowadził cykl wykładów i kursy dharmy.